# Stockholms brandkår
Stockholms brandkår je švédský němý film z roku 1907. Producentem je Albin Roosval (1860–1943). Film měl premiéru 29. října 1907 v kině Appolo ve Stockholmu. Film se skládá z prvků dokumentárního i hraného filmu.

## Děj
Film zachycuje hašení požáru na Södermalmu ve Stockholmu.